# O dzielnej Oleńce i jej braciszku

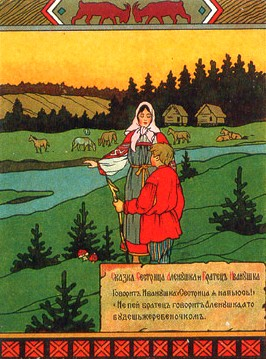
Siostra Alonuszka i brat Iwanuszka - ilustracja Borisa Zworykina

O dzielnej Oleńce i jej braciszku (ros. Сестрица Алёнушка и братец Иванушка, Siestrica Alonuszka i bratiec Iwanuszka) – radziecki film animowany z 1953 roku w reżyserii Olgi Chodatajewy. Radziecka wersja bajki Braciszek i siostrzyczka.

## Fabuła
Osierocone rodzeństwo, Oleńka i Januszek, mieszkają sami. Braciszek nie słucha ostrzeżeń swojej starszej siostry i pije wodę z kałuży. Chwilę później chłopiec zamienia się w małego koziołka. Zła Baba Jaga chce go zjeść, dlatego też porywa biednego Januszka do swojej chatki na kurzej stopce. Z pomocą Januszkowi przybywa piękny młodzieniec na rączym koniu.

## Obsada (głosy)
- Boris Andriejew
- Marija Babanowa
- Wiera Orłowa
- Anatolij Papanow
- Gieorgij Wicyn

## Animatorzy
Lidija Riezcowa, Faina Jepifanowa, Tatjana Taranowicz, Nadieżda Priwałowa, Boris Butakow, Lew Popow, Władimir Danilewicz, Wadim Dołgich, Roman Dawydow

## Wersja polska
Seria: Bajki rosyjskie (odc. 10)
W wersji polskiej udział wzięli:
- Monika Wierzbicka jako Oleńka (ros. Alonuszka)
- Jacek Bończyk jako Januszek (ros. Iwanuszka)
- Joanna Jędryka jako Baba Jaga
- Tomasz Bednarek jako Młodzieniec
- Ryszard Olesiński
- Krzysztof Strużycki jako narrator

Realizacja:
- Reżyseria: Stanisław Pieniak
- Dialogi: Stanisława Dziedziczak
- Teksty piosenek i wierszy: Andrzej Brzeski
- Opracowanie muzyczne: Janusz Tylman, Eugeniusz Majchrzak
- Dźwięk: Robert Mościcki, Błażej Kukla, Joanna Fidos
- Montaż: Dorota Sztandera
- Kierownictwo produkcji: Krystyna Dynarowska
- Opracowanie: Telewizyjne Studia Dźwięku – Warszawa
- Lektor: Krzysztof Strużycki